# 陈冠勋
拿督陈冠勋（1955年1月20日—），马来西亚政治人物，人联党中央教育局主任，现任砂拉越州议会马拉端区州议员。曾经于2008年至2013年担任砂拉越州泗里街国会议员。曾任人联党副主席（2022年至2024年）、署理秘书长。

## 个人荣誉
- 马来西亚：
  -  联邦国家领袖勋章（PJN）—拿督（2016年）[5]